# Southern Mallee
Southern Mallee District är en kommun i Australien. Den ligger i delstaten South Australia, omkring 180 kilometer öster om delstatshuvudstaden Adelaide. Antalet invånare är 2 076.
Följande samhällen finns i Southern Mallee:
- Lameroo
- Pinnaroo
- Parilla
- Geranium
- Karte

Trakten runt Southern Mallee består till största delen av jordbruksmark. Trakten runt Southern Mallee är nära nog obefolkad, med mindre än två invånare per kvadratkilometer. Genomsnittlig årsnederbörd är 362 millimeter. Den regnigaste månaden är juni, med i genomsnitt 52 mm nederbörd, och den torraste är december, med 11 mm nederbörd.